# Tinodes maculicornis
Tinodes maculicornis là một loài Trichoptera trong họ Psychomyiidae. Chúng phân bố ở miền Cổ bắc.